# منافسات الضراط
معركة الضراط أو حرب الضراط أو مسابقة الضراط أو منافسات الضراط أو هيه-غاسن (باليابانية: 屁合戦) أو هوهي-غاسن (باليابانية: 放屁合戦) هي لفيفة طومار للفن الياباني، أنجزها فنان مجهول أو مجموعة من الفنانين خلال فترة إيدو (1603–1868).
يصور الطومار مشاهد مختلفة بخاصية غريبة واحدة تتكرر خلال لفيفة الطومار: حيث يقوم شخص على الأقل بنوبة ضراط موجهة ضد الأشخاص الآخرين. ربما أعدت لفيفة الطومار لتصوير التغيرات السياسية والاجتماعية في اليابان.
حفظت لفيفة الطومار رقميا في مكتبة جامعة واسيدا [الإنجليزية].

## مطالعات خارجية
- Henshall، Kenneth (2004). A history of Japan: From Stone Age to Superpower (ط. 2nd). Palgrave Macmillan. ص. 70. ISBN:1-4039-1272-6.
- Steele، M. William (2003). Alternative Narratives in Modern Japanese History. Routledge, London. ص. 14. ISBN:978-1-134-40408-7.
- Yano، Akiko (2013). "Historiography of the "Phallic Contest" Handscroll in Japanese Art". Japan Review ع. 26: 59–82. JSTOR:41959817.

## روابط خارجية
- Japanese-fart-scrolls
- تمرير رقمي في موقع مكتبة جامعة واسيدا
- Japanese fart scrolls prove that human art peaked centuries ago